# بينزيل مورفين
بينزيل مورفين Benzylmorphine هو مخدر أفيوني شبه اصطناعي أدخل إلى السوق الدولية في عام 1896 وذلك من قبل الولايات المتحدة بعد فترة وجيزة جدا. أنه يشبه إلى حد كبير كوديين، التي تحتوي على مجموعة البنزيل الملحقة بجزيء المورفين تماما كما يخلق مجموعة الميثيل الكوديين ويخلق مجموعة إيثيل إيثيل مورفين. يحوي مجموعة بنزيل مرتبطة بجزيء المورفين، يشبه الكودئين بالفعالية (90% منه)، وهو مستقلب فعال أفيوني يتشكل في الكبد.وهو يعتبر من المسكنات الأفيونية.
لا ينبغي أن يحدث خلط بين هذا الدواء، مع المورفين بنزيل اثير، ودي بنزويل مورفين، استر المورفين يمكن مقارنته بالهيروين.

## الخواص الفيزيائية
يشكل إبر في الماء، أو صفائح وموشورات في الإيثر أو الكلوروفورم. ينحل في 2500 جزء من الماء البارد، وهو أكثر انحلالاً في الماء الغالي (1.6 جزء ينحل في 100 جزء إيثر)، ينحل بسهولة في 50% كحول أو بنزين.

### درجة الانصهار
mp 132°

## الخواص الكيميائية

### الصيغة الكيميائية
C24H25NO3
كما يلي: C 76.77%, H 6.71%, N 3.73%, O 12.78%

### الاسم العلمي وفقاً لـIUPAC
(5α,6α)-3-(benzyloxy)-17-methyl-7,8-didehydro-4,5-epoxymorphinan-6-ol

### أسماء أخرى
Benzylmorphine, Peronine, 3-Benzyloxy- 4,5α-epoxy- 17-methyl- 7-morphinen-6α-ol

### النوع المشتق
هيدروكلوريد، أي C24H25NO3.HCl،

### الكتلة المولية
375.46 غ/مول

## الاستعمال الطبي
نفس مواضع استعمال الكودئين والإيثيل مورفين، ويستعمل كمشتق هيدروكلوريد (أساس حر معدل انقلابه 0.91 وميثيل سلفات 0.80)
ويشمل استعماله:
- مسكن قوي.
- يستخم في الجراحة العينية كمحلول 1-2%.
- مضاد سعال.

لم يعد يستخدم الآن (في الولايات المتحدة) لوجود بدائل ثانية يفضلها الأطباء.